# Euro engineering
Die euro engineering AG war ein im Jahr 1994 gegründeter Entwicklungsdienstleister. Er wurde 2018 durch eine Fusion mit den Geschäftsbereichen IT und Life Sciences der DIS AG zur Modis GmbH umfirmiert.

## Geschichte
Im Jahr 1994 wurde die euro engineering GmbH in Ulm durch Joachim Lang und Winfried Keppler gegründet. 1999 fand ihre Akquisition durch die DIS Deutscher Industrie Service, einem Tochterunternehmen von Adecco, statt.
2002 wurden die Engineeringaktivitäten der DIS AG und der euro engineering GmbH unter der euro engineering AG gebündelt.
2004 wurde die Engineering-Gruppe um die encad Ingenieurgesellschaft mbH erweitert. Im Jahr 2018 wurden die euro engineering AG mit MODIS IT, Personality IT und DIS Interim zusammengeführt sowie die Geschäftsbereiche IT und Life Science der DIS AG zur neuen Modis GmbH.

## Unternehmen
Zusammen mit dem Schwesterunternehmen euro engineering Aerospace, welches vor ein paar Jahren vom Markt verschwunden ist, hatte die euro engineering AG ein bundesweites Netz von über 40 Niederlassungen und zählt rund 2.100 Mitarbeiter zu ihrem Team.
Ausgehend von der Produktentwicklung hatte die euro engineering AG Dienstleistungen, die sich am typischen Prozessverlauf des Engineering orientieren – von der Konzeption über Entwicklung, Konstruktion, Berechnung und Versuch bis hin zum Projektmanagement und zur Dokumentation angeboten. Zu den Branchenschwerpunkten zählen unter anderem Maschinen- und Anlagenbau, Fahrzeug- und Elektrotechnik, Bauwesen, Feinwerk- und Verfahrenstechnik sowie Hard- und Softwareentwicklung. Spezialisiertes Know-how bündelt das Unternehmen in den überregionalen Fachbereichen Aerospace, Automation & Robotik, Bahntechnik, Chemieanlagenbau und Nutzfahrzeuge.
Im Geschäftsjahr 2009 erwirtschaftete die AG einen Jahresumsatz von rund 111 Mio. Euro. 2011 betrug dieser rund 137 Mio. Euro.